# San Antonio Acachautla
San Antonio Acachautla är en ort i Mexiko.   Den ligger i kommunen Teloloapan och delstaten Guerrero, i den södra delen av landet, 130 km sydväst om huvudstaden Mexico City. San Antonio Acachautla ligger 1 488 meter över havet och antalet invånare är 193.
Terrängen runt San Antonio Acachautla är kuperad. Runt San Antonio Acachautla är det ganska glesbefolkat, med 47 invånare per kvadratkilometer. Närmaste större samhälle är Teloloapan, 8,1 km sydväst om San Antonio Acachautla. I omgivningarna runt San Antonio Acachautla växer huvudsakligen savannskog.